# Lloro pitblau
El lloro pitblau (Pionus reichenowi) és una espècie d'ocell de la família dels psitàcids que habita zones boscoses de Brasil oriental.

## Taxonomia
Considerat a moltes classificacions, una subespècie de Pionus menstruus recentment ha estat considerada una espècie de ple dret.